# Johann Durand
Johann Durand (* 17. Juni 1981 in Évian-les-Bains) ist ein französischer ehemaliger Fußballtorhüter.
Er begann seine Karriere mit dem Schweizer Club Servette und trat Evian im Jahr 2000 bei, als der Club noch FC Gaillard hieß. Durand ist der club's all-time leader, da er in über 200 Spielen mitspielte, seit der Club im Jahr 2003 mit FC Ville-la-Grand fusionierte. Zusammen bildeten die beiden Clubs den neuen Club.